# Мордо Нахмияс
Мордехай (Мордо) Йосеф Нахмияс с псевдоним Лазо е югославски партизанин, деец на комунистическата съпротива във Вардарска Македония.

## Биография
Роден е на 7 февруари 1923 година в Битоля. Известно време живее в Белград, а през 1941 година се връща в родния си град. Тогава става член на ЮКП. В къщата му се правят срещи на югославски партизани като Стефан Наумов, Вера Ацева, Ванчо Пъркев и други. На следващата година влиза в Битолския народоосвободителен партизански отряд „Гоце Делчев“. По-късно е в редиците на трета македонска ударна бригада. Умира на 25 август 1944 година на Каймакчалан като командир на батальон в рамките на седма македонска ударна бригада.